# Многозъби цецилии
Многозъбите цецилии (Rhinatrema) са род земноводни от семейство Опашати цецилии (Rhinatrematidae).
Таксонът е описан за пръв път от френския зоолог Андре Мари Констан Дюмерил през 1841 година.

## Видове
- Rhinatrema bicolor
- Rhinatrema bivittatum
- Rhinatrema gilbertogili
- Rhinatrema ron
- Rhinatrema shiv
- Rhinatrema uaiuai